# Voievoda, Teleorman
Voievoda este un sat în comuna Furculești din județul Teleorman, Muntenia, România.